# Ратко Вулановић
Ратко Вулановић (Никшић, 1941 — 23. март 2023) био је српски вајар из Црне Горе.

## Биографија
Рођен је 1941. године у Никшићу. Похађао је средњу уметничку школу у Црној Гори и завршио је постдипломске студије на Академији ликовних уметности у Београду. Седам година је боравио у вајарској колонији „Бели венчац” у Аранђеловцу. Поред вајарства, бавио се и сликарством.
Самостално је излагао у Вараждину 1968, Београду 1971, 1973, 1977, 1982, 1988, 1989. и 2002, Зрењанину и Суботици 1977, Подгорици 1977, 1987. и 1996, Никшићу 1992, Москви 1993, Будви 1996. и Бару 1997. године. Учествовао је на групним изложбама у Октобарском салону 1967—1977, изложбама Удружења ликовних уметника Србије 1968—1975, изложби у Салону младих у Загребу 1969, изложбама „Простор” 1970, 1972, 1974, 1975, 1976. и 1977, изложби скулптура у слободном простору 1970. и 1972, Ликовним сусретима у Суботици 1970, изложби југословенског портрета у Тузли 1971, Бијеналу младих у Ријеци 1973, Шестој изложби СУЛУЈ-а у Сарајеву и изложби тридесет година УЛУС-а 1975. године. Добитник је прве награде ЦКСОЈ 1967. и награде Фонда „Сретена Стојановић” у Београду 1971.
Важио је за истакнутог стручњака за рад са каменом. Урадио је камени зид Саборне цркве у Подгорици.
Изградио је Каменград сачињен од низа скулптура на Ади Циганлији и касније у родном Никшићу, на захтев Мила Ђукановића. Након што је Ђукановић направио политички заокрет и удаљио се од просрпске политике, Вулановић је био под притиском пошто се изјашњавао као Србин и верник Српске православне цркве. Низ његових камених скулптура у Никшићу је уклоњено, а Вулановићу је Црна Гора тражила да плати 19.000 евра на конто трошкова уклањања. Пошто није платио казну, власти су покушале да принудну наплату изврше продајом половине стана у власништву Вулановићеве супруге.
Имао је четири ћерке из два брака. Живео је на Новом Београду. Преминуо је 23. марта 2023. и сахрањен је у родном селу Лаз.
Књигу разговора са Вулановићем под насловом Белези Ратка Вулановића објавио је новинар Милош Јевтић јула 2024.